# Albaicín
Albaicín (även Albayzín) är "gamla stan" i Granada, Spanien. Stadsdelen har kvar mycket av arkitekturen från morernas välde före 1492. Stadsdelen ligger på en kulle med utsikt över Alhambra, som troligen beboddes av iberer redan på 600-talet f.Kr.
I området finns lämningarna efter ett arabiskt badkomplex, Granadas arkeologiska museum och San Salvadors kyrka, uppförd över ruinerna av en morisk moské. Albaicín har även några ursprungliga moriska hus och en mängd restauranger.
Albaicín togs upp på Unescos världsarvslista 1984 tillsammans med Alhambra.